# وصول عشوائي
في علم الحاسوب ، الوصول العشوائي (بالإنجليزية: random access)‏ (في بعض الأحيان يسمى الوصول المباشر) هو القدرة على الوصول إلى مكان تخزين المعلومات المسجلة في وحدة التخزين (قرص صلب أو سواقة جامدة أو قرص مضغوط ... ) بطريقة لا تتبع خطوات متتالية أو مرتبة، أي بطريقة عشوائية لا تعتمد على أخر وصول للبيانات، وعكسة الوصول المتتابع (بالإنجليزية: Sequential access)‏ يكون بشكل طابور حيث أن الوصول إلى مكان تخزين بعيد يأخذ وقت أطول . و ليتضح الفرق فمثلاً لنقارن بين اللفيفة (متتابعة ؛ جميع المواد قبل البيانات اللازمة يجب أن تكون مفتوحة) والكتاب (عشوائي ؛ يمكن أن تقلب إلى أي صفحة بشكل عشوائي لأخذ البيانات ) . و ليكن لدينا مثال أحدث مثلاً شرائط الكاسيت (متتابع ؛ يجب عليك أن تسمع بالترتيب إلى جميع الأغاني حتى تصل إلى الأغنية المطلوبة ) عكس القرص المضغوط (عشوائي ؛ تحدد مسار الأغنية التي تريد الاستماع إليها) . العبارة ذاكرة الوصول العشوائي مأخوذه من هذا التعبير .
في بنى البيانات الوصول العشوائي يعني القدرة على الوصول إلى أكبر عدد من رقام ثابتة في وقت مناسب . و عدد قليل من بنى البيانات التي يمكن أن تضمن هذه الهيكلة بخلاف المصفوفات .